# Иланг-иланговое масло

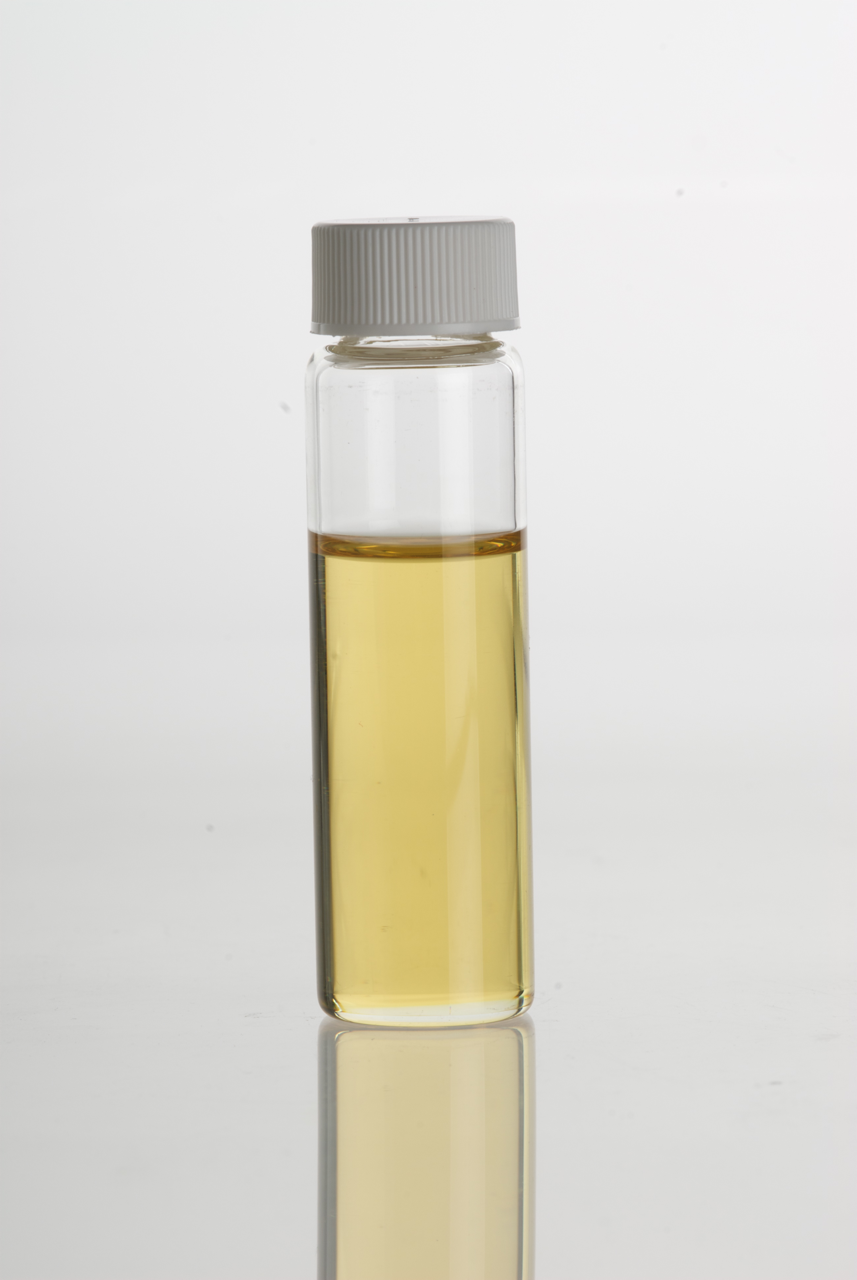
Иланг-иланговое масло

Иланг-иланговое масло — эфирное масло, которое содержится в цветках дерева иланг-иланг (Cananga odorata (Lam.) Hook.f. & Thomson), произрастающего на Яве, Реюньоне, Мадагаскаре, на Филиппинских и Коморских островах. Аромат: цветочный, пряный, сладкий.
Низшие сорта эфирного масла из кананги называются кананговое масло

## Свойства
Иланг-иланговое масло — подвижная светло-жёлтая жидкость с цветочным запахом.  
| tвсп, °С | {\displaystyle {\mbox{d}}_{4}^{20}} | {\displaystyle [{\mbox{n}}]_{\mbox{D}}^{20}} | {\displaystyle [\alpha ]_{\mbox{D}}^{20}} | Кислотное число | Эфирное число |
| -------- | ----------------------------------- | -------------------------------------------- | ----------------------------------------- | --------------- | ------------- |
| +220     | 0,930 — 0,945                       | 1,493 — 1,504                                | -33 — +60°                                | не более 2,5    | 85 — 120      |

Растворимо в этаноле (1:0.5) бензилбензоате, диэтилфталате, растительных маслах; нерастворимо в воде, пропиленгликоле и глицерине. Сравнительно устойчиво к слабым щелочам и кислотам.

## Состав и сорта
В состав масла входят — α-пинен, β-бисаболен, α-куркумен, (-)-линалоол, гераниол, нерол, α-терпинеол, неролидол, фитол, бензиловый спирт, метилгептенон, n-крезол, эвгенол, изоэвгенол, сафрол, изосафрол, метилсалицитат, муравьиная, уксусная, валериановая и бензойная кислоты  и другие компоненты.
В зависимости от того, какую фракцию эфирного масла выделяют из сырья, продукт делят на 4 сорта.

## Получение
Получают из свежих цветков путём отгонки с паром, выход масла 0,5—1%.
Основные производители — Мадагаскар и Коморские Острова.

## Применение
Применяют как компонент парфюмерных композиций и отдушек для косметических изделий.
Руководства по ароматерапии сообщают о целебных свойствах иланг-илангового масла. В частности, масло рекомендуют применять при выпадении волос. Масло в разведённом виде может использоваться при принятии ванн. 
Передозировка может вызвать тошноту и головную боль.